# Kafr al-Labad
Kafr al-Labad, en arabe : كفراللبد, est une municipalité du gouvernorat de Tulkarem en Palestine, au nord-ouest de la Cisjordanie. Elle est située à 9 kilomètres à l'est de Tulkarem et à 2 kilomètres au sud d'Anabta. Selon le recensement du Bureau central palestinien des statistiques, la localité compte une population de 4 747 habitants en 2017.